# Eucharis bedeli
Eucharis bedeli is een vliesvleugelig insect uit de familie Eucharitidae. De wetenschappelijke naam is voor het eerst geldig gepubliceerd in 1891 door Cameron.